# Boliche nos Jogos Pan-Americanos de 2007 - Duplas femininas
O evento de duplas femininas do boliche nos Jogos Pan-Americanos de 2007 foi disputado no Centro de Boliche Barra com 32 atletas de 16 países no Rio de Janeiro.

## Medalhistas
| Ouro   | USA Diandra Asbaty e Tennelle Milligan |
| Prata  | PUR Michelle Ayala e Yoselin León      |
| Bronze | MEX Adriana Pérez e Sandra Góngora     |

## Resultados
| Pos.              | Atletas                           | CON                      | G1      | G2      | G3      | G4      | G5      | G6      | G7      | G8      | G9      | G10     | G11     | G12     | Tot.      | Grand Total |
| ----------------- | --------------------------------- | ------------------------ | ------- | ------- | ------- | ------- | ------- | ------- | ------- | ------- | ------- | ------- | ------- | ------- | --------- | ----------- |
| Medalha de ouro   | Diandra Asbaty Tennelle Milligan  | USA Estados Unidos       | 220 169 | 226 202 | 227 247 | 247 204 | 205 226 | 234 222 | 258 225 | 211 180 | 225 194 | 206 221 | 241 210 | 257 299 | 2757 2599 | 5356        |
| Medalha de prata  | Michelle Ayala Yoselin León       | PUR Porto Rico           | 199 204 | 239 194 | 231 188 | 198 192 | 194 191 | 182 234 | 213 215 | 194 247 | 163 236 | 226 185 | 245 184 | 205 210 | 2489 2480 | 4969        |
| Medalha de bronze | Adriana Pérez Sandra Góngora      | MEX México               | 169 176 | 181 267 | 212 244 | 165 204 | 202 238 | 221 164 | 174 192 | 216 203 | 219 225 | 172 225 | 206 181 | 258 221 | 2395 2540 | 4935        |
| 4                 | Jacque Costa Roseli Santos        | BRA Brasil               | 170 162 | 184 185 | 209 207 | 182 177 | 169 169 | 254 160 | 198 225 | 268 246 | 238 184 | 205 228 | 193 247 | 207 207 | 2477 2397 | 4874        |
| 5                 | Paola Gómez Rocío Restrepo        | COL Colômbia             | 164 185 | 187 171 | 194 176 | 245 199 | 152 186 | 195 204 | 220 204 | 202 236 | 186 238 | 215 245 | 203 190 | 237 204 | 2400 2438 | 4838        |
| 6                 | Kerrie Ryan-Ciach Lynne Gauthier  | CAN Canadá               | 214 198 | 205 225 | 194 223 | 192 191 | 162 191 | 208 204 | 211 204 | 192 183 | 182 213 | 223 211 | 185 203 | 195 224 | 2363 2470 | 4833        |
| 7                 | Sofia Granda Ximena Soto          | GUA Guatemala            | 200 224 | 235 181 | 186 211 | 203 225 | 191 174 | 189 204 | 208 137 | 185 191 | 267 182 | 258 227 | 193 160 | 214 176 | 2529 2292 | 4821        |
| 8                 | Alicia Marcano Karen Marcano      | VEN Venezuela            | 184 184 | 160 176 | 167 171 | 215 221 | 213 178 | 203 183 | 200 216 | 183 225 | 155 225 | 212 225 | 225 214 | 191 224 | 2308 2442 | 4750        |
| 9                 | Tilcia de Lancini Yvette Chen     | PAN Panamá               | 183 176 | 200 226 | 200 225 | 179 190 | 181 279 | 190 239 | 248 155 | 192 142 | 248 173 | 175 144 | 157 212 | 203 186 | 2356 2344 | 4700        |
| 10                | Aumi Guerra Paula Vilas           | DOM República Dominicana | 203 174 | 176 193 | 233 203 | 168 208 | 187 244 | 224 212 | 173 194 | 178 193 | 152 217 | 161 211 | 194 146 | 177 126 | 2226 2321 | 4547        |
| 11                | Eloina Valle María Elena Breve    | HON Honduras             | 192 154 | 171 206 | 185 191 | 200 166 | 152 196 | 191 156 | 231 181 | 165 200 | 138 203 | 160 153 | 205 178 | 196 169 | 2186 2153 | 4339        |
| 12                | Bobbie Ingham Patrice Tucker      | BER Bermudas             | 232 212 | 175 154 | 176 156 | 147 178 | 135 175 | 193 190 | 211 137 | 147 149 | 214 189 | 183 179 | 190 232 | 194 159 | 2197 2110 | 4307        |
| 13                | Sylvia Villalobos Viviana Delgado | CRC Costa Rica           | 146 175 | 178 227 | 172 178 | 226 189 | 158 215 | 169 158 | 144 181 | 180 180 | 200 170 | 195 187 | 144 150 | 161 183 | 2073 2193 | 4266        |
| 14                | Aida Granillo Marta Cader         | ESA El Salvador          | 183 169 | 182 182 | 168 160 | 175 171 | 187 182 | 190 164 | 148 166 | 218 148 | 176 166 | 144 206 | 175 194 | 198 170 | 2144 2078 | 4222        |
| 15                | Andrea Rojas Rossana Chesta       | CHI Chile                | 136 148 | 181 175 | 166 182 | 208 175 | 164 159 | 202 162 | 162 173 | 192 178 | 210 161 | 190 173 | 189 159 | 189 181 | 2189 2026 | 4215        |
| 16                | Justina Sturrup Marie Sealy       | BAH Bahamas              | 166 180 | 196 177 | 147 150 | 151 171 | 159 189 | 144 183 | 185 157 | 151 132 | 119 123 | 123 151 | 138 176 | 151 210 | 1830 1999 | 3829        |